# Вавожское (сельское поселение)
Вавожское — упразднённое муниципальное образование со статусом сельского поселения в составе Вавожского района Удмуртии.
Административный центр — село Вавож.
Законом Удмуртской Республики от 26 апреля 2021 года № 30-РЗ к 9 мая 2021 года упразднено в связи с преобразованием муниципального района в муниципальный округ.

## Население
| 2010  | 2012  | 2013  | 2014  | 2015  | 2016  |
| ----- | ----- | ----- | ----- | ----- | ----- |
| 6186  | ↘6084 | ↗6103 | ↘6029 | ↘6017 | ↗6020 |
| 2017  | 2018  | 2019  | 2020  | 2021  |       |
| ↗6030 | ↘5960 | ↘5949 | ↘5876 | ↘5757 |       |

## Состав поселения
Населенные пункты:
| Статус  | Наименование  | Население |
| ------- | ------------- | --------- |
| село    | Вавож         | 6536      |
| деревня | Большая Можга | 204       |
| деревня | Жуе-Можга     | 190       |
| станция | Вавож         | 41        |
| деревня | Зеленая Роща  | 2         |